# Красненский сельсовет (Гродненская область)
Красненский сельсовет — административная единица на территории Кореличского района Гродненской области Республики Беларусь. Административный центр — агрогородок Красное.

## История
Сельсовет образован в 1940 г.

## Состав
Красненский сельсовет включает 24 населённых пункта:
- Баратин — деревня.
- Бушки — деревня.
- Вирище — деревня.
- Горная Рута — деревня.
- Дольная Рута — деревня.
- Жуки — деревня.
- Загорье — деревня.
- Заполье — деревня.
- Кальчичи — деревня.
- Комаровичи — деревня.
- Красное — агрогородок.
- Куцевичи — деревня.
- Лесок — деревня.
- Навашино — деревня.
- Омневичи — деревня.
- Остухово — деревня.
- Петрики — деревня.
- Погорье — деревня.
- Полоная — деревня.
- Протеневичи — деревня.
- Рутица — деревня.
- Садовая — деревня.
- Стрельники — деревня.
- Тудорово — деревня.

## Культура
- Народный краеведческий музей ГУО “Красненский учебно-педагогический комплекс детский сад-средняя школа” в аг. Красное